# Heideck

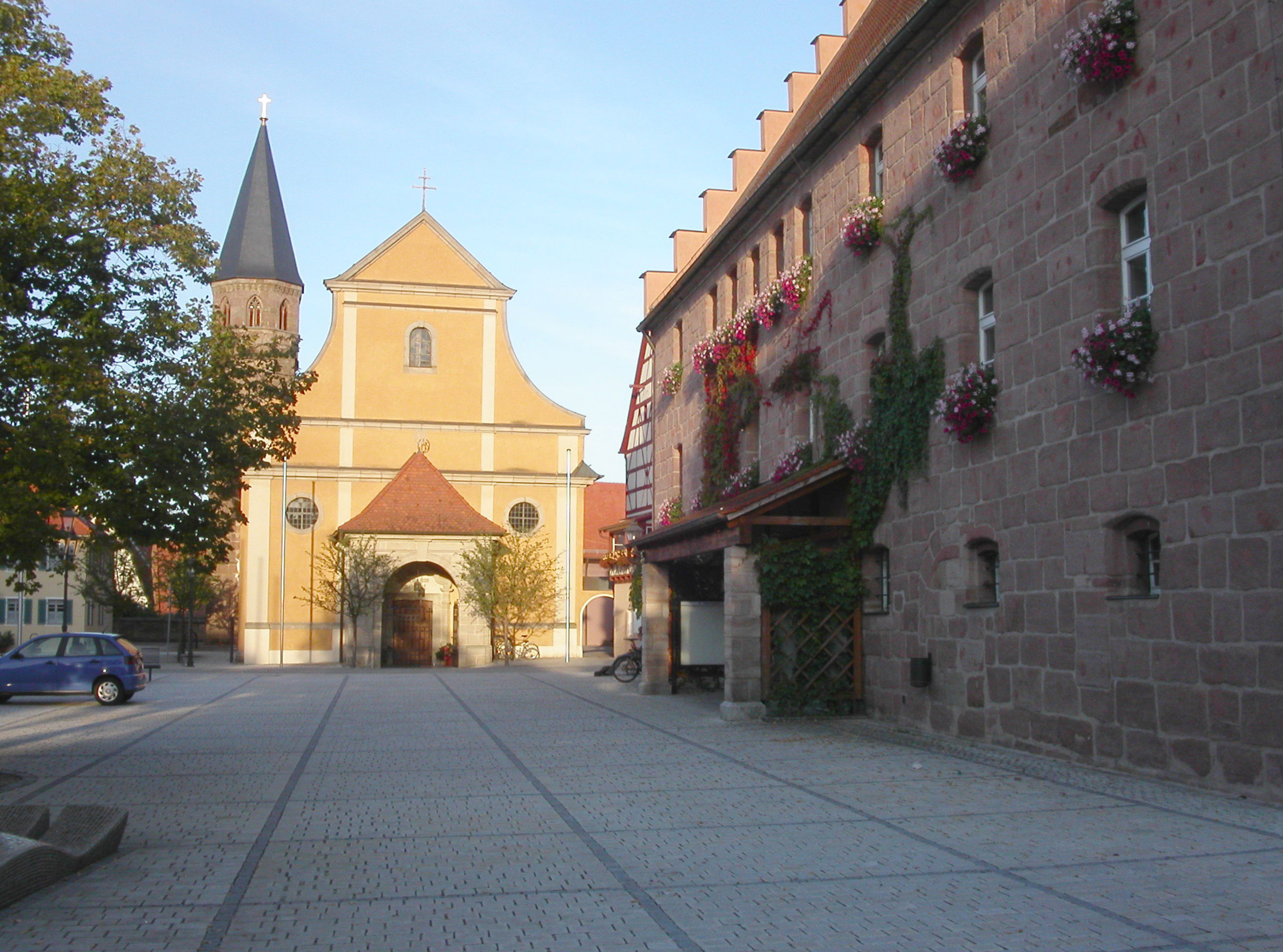
Heideck

Heideck este un oraș din Franconia Mijlocie, landul Bavaria, Germania.